# Кетл (река)
Кетл (англ. Kettle River) — река в канадской провинции Британская Колумбия и штате Вашингтон, США. Правый приток реки Колумбия. Площадь бассейна составляет 10 878 км², из них 8230 км² — в Канаде и 2650 км² — в США. Протяжённость реки — около 282 км.
Берёт начало на юге Британской Колумбии, в районе горного хребта Монаши, из озера Холмс. Высота устья — 393 м над уровнем моря. В верхнем течении течёт в южном направлении, принимает крупный приток Уэст-Кетл, пересекает государственную границу и продолжает течь по территории округа Ферри штата Вашингтон уже в юго-восточном направлении. Река поворачивает на северо-восток и вновь возвращается на территорию Канады, где у города Гранд-Форкс принимает приток Гранби. Далее река течёт в восточном направлении на протяжении около 16 км и вновь поворачивает на юг, сразу к югу от озера Кристина. Кетл снова пересекает границу с США. Впадает в реку Колумбия вблизи города Кетл-Фоллс. На реке Кетл нет ни одной плотины.